# Fliederhorst

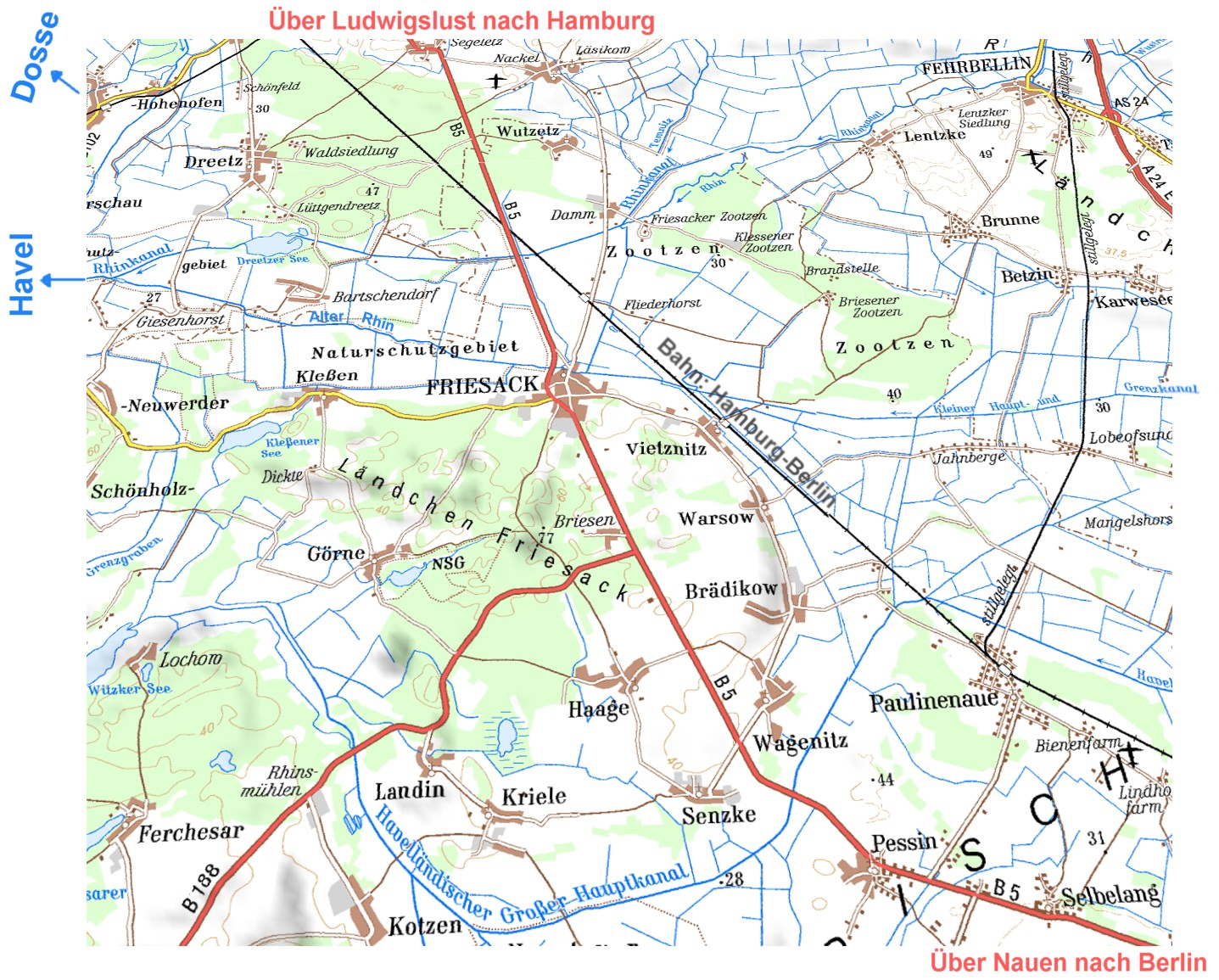
Lage von Fliederhorst

Fliederhorst ist der kleinste Ortsteil (Wohnplatz) der Fliederstadt Friesack im Landkreis Havelland in Brandenburg und hat etwa 20 Einwohner.
Fliederhorst liegt in einer Höhe von 27 m ü. NHN ca. 1,5 km südöstlich vom Bahnhof Friesack parallel zur Bahnlinie Berlin-Hamburg, welche Fliederhorst von Friesack abtrennt. In ca. 3,5 km Entfernung in nördliche Richtung findet man den Friesacker Ortsteil Zootzen und südliche Richtung den Wiesenauer Ortsteil Vietznitz. Im Rahmen des ÖPNV ist Fliederhorst durch die Havelbus Linie 665 der HVG mit Friesack und Zootzen verbunden.

## Brennnesselzucht
Während des Ersten Weltkrieges und noch einige Jahre danach wurde im Havelländischen Luch so auch um Fliederhorst die Große Brennnessel zur Fasergewinnung angebaut. Zur Weiterverarbeitung der Brennnesseln entstand bei Fliederhorst eine Nesselfabrik, deren Produktion wurde, da sie aus ökonomischer Sicht unrentabel war, bald wieder eingestellt. Wiederaufnahmeversuche der Produktion während des Zweiten Weltkrieges verliefen ebenso erfolglos und wurden schnell wieder aufgegeben. Noch heute ist die Große Brennnessel zahlreich als Unkraut auf den Wiesen und Weiden im Havelluch zu finden; vielleicht ist diese Tatsache dem früheren Anbau zu verdanken.
Koordinaten: 52° 45′ 19″ N, 12° 36′ 33″ O